# Nemesia macrocarpa
Nemesia macrocarpa là một loài thực vật có hoa trong họ Huyền sâm. Loài này được Druce mô tả khoa học đầu tiên.